# Aššur-uballit I.
Aššur-uballit I. (akkad. Aššure, udrž naživu) byl král asyrské říše na počátku tzv. středoasyrského období, vládnoucí v letech 1365–1330 př. n. l. Jeho vláda znamenala konec asyrské závislosti na mitanském království (díky vítězství nad vládcem Mitanni Šuttarnou II.) a dala základ budoucí silné asyrské říši. Později, díky nepokojům a chaosu v Babylonii, jež začaly po smrti kassitského krále Burna-Buriaše II., dosadil Aššur-uballit I. na babylonský trůn svého vazala Kurigalza II., což byla první z řady asyrských intervencí do babylonských záležitostí.

## Amarnské dopisy
V amarnské korespondenci, sbírce diplomatických dopisů od různých vladařů Blízkého východu, adresovaných Amenhotepu III. a Achnatonovi v Egyptě, byly nalezeny dva dopisy od Aššur-uballita I. V obou dopisech Aššur-uballit I. uvádí Aššur-nádin-achchého II. jako svého „otce“ a „předchůdce“, namísto jeho skutečného otce, Eriba-Adada I.; to vedlo některé kritiky tradiční egyptské chronologie (např. Davida Rohla) k popírání identity autora dopisu jako Aššur-uballita I. Kritici však ignorovali fakt, že vládcové se v dopisech často odvolávali na své předchůdce jako na své „otce“, i když nebyli jejich biologickými syny. V tomto konkrétním případě se Aššur-uballit I. pravděpodobně odvolává na Aššur-nádin-achchého II., protože ten byl (na rozdíl od Eriba-Adada I.) v písemném kontaktu s egyptským dvorem.

## Konflikt s Babylonií
Po zkonsolidování situace v Asýrii se začal Aššur-uballit věnovat zesílení asyrského vlivu u svých sousedů. Vyslání vyjednávačů do Egypta rozlítilo babylonského panovníka Burna-Buriaše II., který stále považoval Asýrii za vazalské území. Burna-Buriaš proto psal faraonovi:
„a vzhledem k mým asyrským poddaným, to jsem nebyl já, kdo je poslal k Tobě. Proč přichází do Tvé země bez řádného oprávnění? Pokud jsi mi věrným, nedovolíš jim jednat o žádné záležitosti. Pošli mi je s nepořízenou.“
Přesto nemohla být nová asyrská mocnost ignorována a sám Burna-Buriaš se později oženil s dcerou Aššura-ubalita I. jménem Muballiṭat-Šērūa. S tou měl syna Karachardaše, proti kterému vybuchlo velmi brzy povstání, dokazující neoblíbenost Asyřanů v Babylonu. Aššur-uballit nechtěl ponechat svého vnuka osamoceného a proto vtrhl s vojsky do Babylonie. V průběhu rebelie byl Karachardaš zabit, a Asyřané na babylonský trůn silou dosadili Kurigalza, který mohl být podle některých zdrojů Burna-Buriašovým synem či vnukem. Ale tento „loutkový“ král nezůstal loajální svému pánovi, naopak, brzy s babylonskými vojsky vtrhl do Asýrie. Aššur-uballitovi se ho podařilo zastavit až v Sunagu, nedaleko od hlavního města Aššúru.